# Резвой Павло Дмитрович
Павлó Дмитрович Резвóй (Рєзвой) (н. 28 листопада 1938) — український мореплавець-екстремал.

## Життєпис
Народився у Москві, у 1952 батьки переїхали до Львова.
Батько, Резвой Дмитро Петрович (1912–1993), походив з Санкт-Петербурга, кандидат геолого-мінералогічних наук (1944), був доцентом Московського геологорозвідувального інституту (1940–1952), завкафедрою загальної геології Львівського університету (1952–1987), доктор г.-мін. н. (1956), професор (1957). Мати Галина Іванівна Бєличева (1912–2005) також була геологом.
Після закінчення львівської СШ № 27 вступив на біологічний факультет Львівського університету ім. Франка (1956), але протестуючи проти нагінок на генетику, вирішив піти в армію. Служив у морській авіації (1957–1960), після цього вступив на геологічний факультет Львівського університету ім. Франка (1960–1966). Під час навчання їздив з геологами на Амур, Чукотку, Туркестанський хребет.
Працював у Південнокиргизькій експедиції в м. Ош (1966–1980 рр., був начальником пошукового загону, геологічної партії), Українському НД геологорозвідувальному інституті у Львові (1981–1983 рр. провідним інженером), Середньоазіатській експедиції НДЧ Львівського університету в м. Ош (1983–1987).
У 2002 р. працював на родовищах розсипного золота в Гані.

## Захоплення
З 15-річного віку захоплювався мисливством, рибалкою, займався боксом, плаванням, стрільбою з лука, кульовою стрільбою. У себе в підвалі будинку зібрав із запчастин автомобіль. Все це привело до ідеї трансокеанічних переходів на веслах.
У 2001 році був координатором плавання свого сина Теодора через Атлантику, а через два роки власноруч готував та добудовував човен перед другим його стартом — з Північної Америки (тоді перехід припинили ВМС США).

## Подорожі
У 2004 році на одномісному весловому човні «Marion Lviv» упродовж 61 доби перетнув Атлантичний океан (стартував з острова Гомера на Канарських островах 20 січня, фінішував на Барбадосі 22 березня).
Наступного року на одномісному весловому човні «Україна» 9 листопада 2005 перетнув Індійський океан (вирушив 13 вересня 2005 року з Кокосових островів і через 57 діб прибув на Сейшели 9 листопада). Ця подорож, як правило, є важкою. Павло Резвой став третьою у світі людиною, що самотужки на веслах перетнула Індійський океан (раніше це вдалося зробити шведові Андерсу Сведлунду (1926–1979) у 1971 році та британцеві Саймону Чоку (1972 р.н.) у 2003 р.). Його ім'я внесено до Книги рекордів Гінесса як найстаршої віком людини, що здійснила плавання через океан. Після француза Жерар д'Абовілль (1945 р.н.), який самотужки перетнув на веслах Атлантичний (у 1980) і Тихий (1991) океани, Павло Резвой став другою людиною у світі, яка має за плечима два океани.
Початок трансокеанським весловим переходам поклали американці норвезького походження Джордж Гарбо (1864–1908) і Габріель Самуельсен (1870–1946), які у 1896 році вийшли з гирла Гудзону і через 55 діб добралися до Лондона. Уперше перетнути Атлантику самотужки наважився американець Джон Ферфакс (1937 р.н.) у 1969 році, для цього йому знадобилося 180 діб. Тихий океан наодинці першим підкорив британець Пітер Берд (1947–1996) упродовж серпня 1982 — червня 1983 рр. подолавши відстань від Сан-Франциско до Великого Коралового рифу.

## Маршрут подорожей
Остання:
- Довжина маршруту — 2869 милі (4618 км)
- Старт: 13 вересня 2005 Кокосові острови Австралія

Попередня:
- Через Атлантичний океан — від Ла Гомера острови (група Канарських островів) до Барбадоса і далі — через Карибське море до Куби та Ямайки. Подорож здійснена на човні «Marion Lviv»